# Sud (Cidra)
Sud es un barrio ubicado en el municipio de Cidra en el Estado Libre Asociado de Puerto Rico. En el Censo de 2010 tenía una población de 3714 habitantes y una densidad poblacional de 723,87 personas por km².

## Geografía
Sud se encuentra ubicado en las coordenadas 18°9′54″N 66°9′55″O / 18.16500, -66.16528. Según la Oficina del Censo de los Estados Unidos, Sud tiene una superficie total de 5.13 km², de la cual 5.13 km² corresponden a tierra firme y (0.05%) 0 km² es agua.

## Demografía
Según el censo de 2010, había 3714 personas residiendo en Sud. La densidad de población era de 723,87 hab./km². De los 3714 habitantes, Sud estaba compuesto por el 79.75% blancos, el 6.27% eran afroamericanos, el 0.16% eran amerindios, el 0.11% eran asiáticos, el 8.72% eran de otras razas y el 4.98% pertenecían a dos o más razas. Del total de la población el 99.38% eran hispanos o latinos de cualquier raza.